# 彭修
參數所指定的目標頁面不存在，建議更正成存在頁面或直接建立下列一個頁面（建立前請先搜尋是否有合適的存在頁面可以取代）：
- 彭修 (洪武進士)

彭修（?—?），字子阳，会稽郡毗陵县（今江苏省常州市）人，东汉政治人物，汉桓帝、汉灵帝时官员。

## 生平
彭修幼年父亲在外做官，他随着父亲赴任。十五岁那年，父亲休假回乡，父子同归。途中被盗贼抢劫，彭脩在紧急的情况下，突然拔出佩刀，冲向前抓住盗贼的头领，说：“父亲被侮辱，儿子应当死，我以死相拼，难道你不怕死吗？”盗贼面面相觑：“这个小孩真是义士，不应该逼迫他。”于是辞谢而去。彭修乡党称名。
彭修后仕会稽郡为功曹。当时，西部都尉宰祐行太守事，因为小错捕拿吴县狱吏，将要杀他。主簿钟离意极力劝阻，宰祐大怒，派人捉拿钟离意，就要治罪，掾史都不敢劝说。脩推门直入，于庭上拜见，说：“明府对于主簿大发雷霆，请告诉他的错误。”宰祐说：“接受命令三日，一直不奉行，废命不忠，难道不是错过？”彭修再 拜说：“古时任座当面指责魏文侯，朱云攀毁栏槛，如果没有贤君，怎么得到忠臣？现在庆贺明府为贤君，主簿为忠臣。”宰祐于是赦免钟离意，也原谅了狱吏。
后扬州辟彭修为从事。当时，张子林等数百人作乱，郡上报州，请彭修守吴令。彭修与太守都出城讨伐，张子林下属看见车马，竞相射箭，飞矢雨集。彭修保护太守，中流矢而死，太守保全性命。叛军平素听说彭修恩信，于是杀死用弩射中彭修之人，剩下的都归降散去。说道：“我们为彭君而降，不是服从太守归顺的。”

## 延伸阅读
[在维基数据编辑]
 《後漢書/卷81》，出自范晔《後漢書》